# Merritt Wever
Merritt Wever (* 11. srpna 1980 New York, Spojené státy americké) je americká herečka. Začínala v nízkorozpočtových nezávislých filmech. Později hrála například ve snímcích Útěk do divočiny (2007), The Messenger (2009) a Greenberg (2010). V letech 2009 až 2015 hrála v seriálu Sestřička Jackie. Za svůj výkon získala cenu Emmy v kategorii nejlepší ženský herecký výkon ve vedlejší roli v limitovaném seriálu nebo filmu. Dále hrála například v seriálech Studio 60 (2006–2007), Živí mrtví (2015–2016), Godless (2017) a Neuvěřitelná (2019) a ve filmech Birdman (2014) a Manželská historie (2019).
Vychovávala jí sama matka, počata byla díky dárcovství spermatu.

## Filmografie

### Film
| Rok  | Název                                  | Role                  | Poznámky            |
| ---- | -------------------------------------- | --------------------- | ------------------- |
| 1997 | Na vlastní pěst                        | April                 | krátkometrážní film |
| 1998 | Stávka!                                | Maureen „Momo“ Haines |                     |
| 1998 | Arresting Gena                         | Tammy                 |                     |
| 1999 | The Adventures of Sebastian Cole       | Susan                 |                     |
| 2001 | Zabít nebo zemřít: Hráči – série sedmá | Lindsay               |                     |
| 2002 | Znamení                                | Tracey Abernathy      |                     |
| 2003 | Season of Youth                        |                       |                     |
| 2003 | Bringing Rain                          | Monica Greenfield     |                     |
| 2004 | A Hole in One                          | Betty                 |                     |
| 2005 | Dvanáctiletí                           | Debbie Poole          |                     |
| 2007 | Michael Clayton                        | Anna                  |                     |
| 2007 | Útěk do divočiny                       | Lori                  |                     |
| 2007 | Neal Cassady                           | Mountain girl         |                     |
| 2008 | Oprávněné vraždy                       | oběť znásilnění       |                     |
| 2009 | Mr. Softie                             | Gail                  |                     |
| 2009 | Hledaný                                | Mabel Page            |                     |
| 2009 | Posel                                  | Lara                  |                     |
| 2010 | Greenberg                              | Gina                  |                     |
| 2010 | Tiny Furniture                         | Frankie               |                     |
| 2011 | The Strange Ones                       | Dívka                 | krátkometrážní film |
| 2014 | Birdman                                | Annie                 |                     |
| 2015 | Meadowland                             | Kelly                 |                     |
| 2016 | The Last Face                          | Marie                 |                     |
| 2018 | Charlie Says                           | Karlene Faith         |                     |
| 2018 | Vítejte v Marwenu                      | Roberta               |                     |
| 2019 | Manželská historie                     | Cassie                |                     |

### Televize
| Rok       | Název                            | Role              | Poznámky                                     |
| --------- | -------------------------------- | ----------------- | -------------------------------------------- |
| 1995      | Stalo se v Blue River            | Lottie            | TV film                                      |
| 1997      | Zákon a pořádek                  | Myra              | díl: „Mad Dog“                               |
| 2002      | Zákon a pořádek                  | Jennifer Taylor   | díl: „American Jihad“                        |
| 2002      | Zákon a pořádek: Zločinné úmysly | Hannah Price      | díl: „Sestry“                                |
| 2003      | The Wire – Špína Baltimoru       | Prissy            | díly: „Varování před bouřkou“ a „Divoké sny“ |
| 2004      | Něco, co stvořil Bůh             | Slečna Saxon      | TV film                                      |
| 2005      | 1/4life                          | Bailey            | TV film                                      |
| 2005      | Zákon a pořádek                  | Sunshine Porter   | díl: „Sects“                                 |
| 2005      | Námořní vyšetřovací služba       | Wendy Smith       | díl: „Záměna“                                |
| 2006      | Usvědčení                        | Bridget Kellner   | díl: „Pilot“                                 |
| 2006–2007 | Studio 60                        | Suzanne           | 12 dílů                                      |
| 2009–2015 | Sestřička Jackie                 | Zoey Barkow       |                                              |
| 2012      | Dobrá manželka                   | Aubrey Gardner    | díl: „After the Fall“                        |
| 2013      | Nová holka                       | Elizabeth         | 7 dílů                                       |
| 2013      | Nezapomeň na lásku               | Lucy              | TV film                                      |
| 2015–2016 | Živí mrtví                       | Dr. Denise Cloyd  | 9 dílů                                       |
| 2017      | Godless                          | Mary Agnes McNue  | mini-série, 7 dílů                           |
| 2019      | Neuvěřitelná                     | Det. Karen Duvall | mini-série, 8 dílů                           |
| 2020      | Utíkej                           | Ruby Richardson   |                                              |